# رناتو وربیچیچ
رناتو وربیچیچ (انگلیسی: Renato Vrbičić؛ ۲۱ نوامبر ۱۹۷۰ – ۱۲ ژوئن ۲۰۱۸) بازیکن واترپلو اهل کرواسی بود.